# Richmond Shire
Richmond Shire är en kommun i Australien. Den ligger i delstaten Queensland, omkring 1 300 kilometer nordväst om delstatshuvudstaden Brisbane. Antalet invånare var 791 vid folkräkningen 2016.